# Evaniella semaeoda
Evaniella semaeoda är en stekelart som först beskrevs av Bradley 1908.  Evaniella semaeoda ingår i släktet Evaniella och familjen hungersteklar. Inga underarter finns listade i Catalogue of Life.